# Apertura de alfil de dama
|       |       |       |       |       |       |       |       |       |  |
|       | a8 rd | b8 nd | c8 bd | d8 qd | e8 kd | f8 bd | g8    | h8 rd |  |
| a7 pd | b7 pd | c7 pd | d7    | e7 pd | f7 pd | g7 pd | h7 pd |       |  |
| a6    | b6    | c6    | d6    | e6    | f6 nd | g6    | h6    |       |  |
| a5    | b5    | c5    | d5 pd | e5    | f5    | g5    | h5    |       |  |
| a4    | b4    | c4    | d4 pl | e4    | f4 bl | g4    | h4    |       |  |
| a3    | b3    | c3    | d3    | e3    | f3 nl | g3    | h3    |       |  |
| a2 pl | b2 pl | c2 pl | d2    | e2 pl | f2 pl | g2 pl | h2 pl |       |  |
| a1 rl | b1 nl | c1    | d1 ql | e1 kl | f1 bl | g1    | h1 rl |       |  |
|       |       |       |       |       |       |       |       |       |  |

La Apertura de alfil de dama (ECO D02) también conocida como Sistema Londres está íntimamente ligada al Sistema Colle. En realidad consiste en sacar el alfil blanco de casillas negras antes de jugar e3, pero este hecho modifica totalmente las ideas estratégicas, ya que es necesario jugar h3 para ocultar el alfil en h2 cuando sea atacado, y no es necesario aplicar el plan de avanzar el peón de rey a la 4a línea. Además, el alfil dama ya está apuntando al flanco de dama. Por lo demás, las blancas han de desplegar sus piezas como en el Sistema Colle: d4, Cf3, e3, Ad3, 0-0, Cbd2 casi independientemente de lo que jueguen las negras. En lugar de c2 a c3-c4 en 2 pasos y puesto que se va a atacar el flanco de dama, quizá sea mejor directamente a c4, para luego b4 y c5. Hay que buscar las mejores condiciones para hacer esto, tratando de evitar jaque del negro con el A de rey en b4 y con el C rey en la casilla e4, ya sea enrocándose corto o jugando el peón torre a la casilla a3. 
Línea principal
1.d4 d5
2.Cf3 Cf6
3.Af4